# Ołeksij Borysow
Ołeksij Borysow (ukr. Олексій Борисов, ur. 1 czerwca 1983 w Sewastopolu) – ukraiński żeglarz sportowy, olimpijczyk.
Reprezentował swój kraj na igrzyskach w Londynie. Brał udział w zawodach żeglarskich w klasie Finn zajmując ostatecznie 19. miejsce.